# Dansk Botanisk Arkiv Udgivet af Dansk Botanisk Forening
Dansk Botanisk Arkiv Udgivet af Dansk Botanisk Forening (abreviado Dansk Bot. Ark.) fue una revista ilustrada con descripciones botánicas que fue editada en Copenhague. Se publicaron 34 números desde 1913 hasta 1981 en que es incorporada a Opera Botanica.
Los artículos fueron escritos en danés, alemán, inglés y francés. El sinónimo Res Botanicae Danicae fue escrita en el frontal de algunos números.